# Foz do Jordão
Foz do Jordão é um município brasileiro do estado do Paraná. Sua população estimada 2010 era de 5.218 habitantes.

## Política

### Administração
- Prefeito: Francisco Clei da Silva(PSD) (2025-2028)
- Vice-prefeito: Hildemiro Mariano Hilário Júnior(AGIR)
- Presidente da Câmara: Joceli Almeida de Moraes(AGIR) (2025/2026)

### Ex-prefeitos
- Ver: Lista de prefeitos de Foz do Jordão